# Sandsagn
|  | Denne artikel er oprettet af botten PalnaBot ud fra en ekstern database. Den kan derfor have sproglige fejl eller mangler. Denne skabelon kan fjernes efter kontrol af indholdet. |

Sandsagn er en eksperimentalfilm instrueret af Pernille Fischer Christensen efter manuskript af Pernille Fischer Christensen.

## Handling
Så hvidt som et kridt, sådan er hele verden. Fuld af syngende sandkorn. Hun går til havet og vasker resten af tiden af sig. Den 4. af HYPNOGRAM serien, der består af fire korte stilmæssigt forskellige fortællinger om mødet med dagen.